# Pompa peristaltica
La pompa peristaltica è un apparecchio che applica il principio della peristalsi, in base al quale la prevalenza al fluido trattato viene impressa da una strozzatura che scorre lungo il tubo.

Pompa peristaltica

La pompa è costituita da un rotore a cui sono applicati 2 o più rulli che, ruotando, "strozzano" il tubo e provocano l'avanzamento del fluido.

Componente fondamentale della pompa è il tubo che deve resistere allo schiacciamento il più a lungo possibile, deformandosi, cioè in maniera elastica e non plastica. È proprio l'elasticità che consente al tubo di riacquisire le dimensioni originali e quindi garantire la prevalenza al fluido e la capacità d'aspirazione.
 
Solitamente i tubi impiegati nelle pompe peristaltiche sono in materiali quali silicone, PVC ed altri polimeri che possono offrire, oltre alle succitate caratteristiche meccaniche, anche una notevole compatibilità chimica a solventi, acidi, inchiostri, vernici, ecc.

Inoltre vengono impiegati elastomeri rinforzati con inserti tessili per garantire la tenacità del tubo anche ad elevate pressioni e per lungo tempo. 
La pompa peristaltica è per sua natura una pompa "pulsante", in quanto la portata non è costante sul singolo giro. Per ridurre il fenomeno della pulsazione si adotta, solitamente, un numero maggiore di rulli, con conseguente riduzione della portata, oppure vengono impiegati compensatori di forma e dimensione opportuna che assorbono il "picco della pulsazione", fino ad ottenere una portata costante.
La pompa peristaltica viene utilizzata in tutti quei processi dove esiste l'esigenza di non far venire in contatto il fluido trattato con i componenti della pompa:
- per ragioni di sicurezza da contaminazioni, come ad esempio nell'industria alimentare, farmaceutica e in campo medicale (circolazione extracorporea, dialisi);
- perché il fluido è aggressivo, acido o nocivo contro i componenti della pompa o contro l'uomo (solventi, combustibili, reagenti chimici, ecc);
- quando si devono trasferire prodotti con corpi solidi in sospensione e/o fragili senza che vengano danneggiati.

Questo tipo di pompa consente di tarare con precisione la portata e di mantenerla costante. Queste caratteristiche la rendono ideale laddove precisione sui dosaggi e ripetitibilità della misura sono requisiti indispensabili come nei laboratori chimici, nella bioricerca, ecc.